# Evoluția teritorială a Rusiei

Evoluția teritorială a Rusiei (1300–1945)

Evoluția teritorială a Rusiei a consemnat modificări prin mijloacele cuceririlor teritoriale și unirilor politice și ideologice din cursul a peste cinci secole, din 1533 până în prezent.

## Țaratul și Imperiul Rus

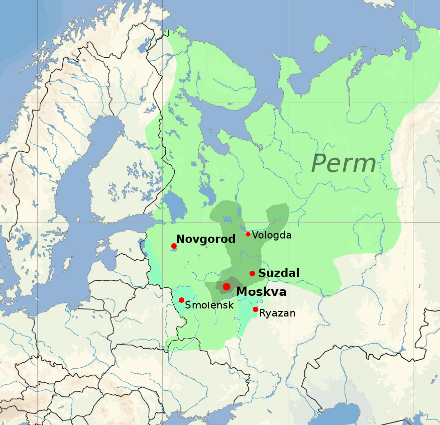
Evoluția teritorială a Marelui Cnezat al Moscovei între 1390 and 1533

Numele Rusia a fost folosit în legătură cu Marele Cnezat (Ducat) al Moscovei de pe la sfârșitul secolului al XV-lea și a utilizare acestuia a devenit comună odată cu crearea Țaratului Rusiei din 1547. Un alt punct istoric de reper important a fost încheierea în 1480 a dominației Hoardei de Aur asupra Cnezatului Moscovei, după retragerea tătarilor odată cu retragerea de pe Ugra.
Ivan al III-lea, (care a domnit între 1462–1505), și Vasili al III-lea (care a domnit între 1505–1533), reușiseră să extindă mult frontierele Cnezatului Moscovei (1283–1547) prin anexarea Republica Novgorodului (1478), Cnezatul Tverului (1485), Republica Pskovului (1510), Apanajul Volokolamskului (1513) și cnezatele Riazan (1521) și Novhorod-Siverskîi (1522).
După lunga perioadă de instabilitate din 1598– 613, au venit la putere Romanovii (1613) și procesul de extindere și colonizare a continuat. În vreme ce Europa Occidentală a colonizat Lumea Nouă, Țaratul Rusiei și-a extins granițele terestre spre răsărit, nord și sud. 
Aceasta a continuat pentru mai multe secole. Spre sfârșitul secolului al XIX-lea, Imperiul Rus se întindea de la Marea Neagră la Oceanul Pacific. Pentru o perioadă de timp Imperiul Rus a inclus și teritoriile din America de Nord. (1732–1867) și o colonie efemeră neoficială în Africa (1889) pe teritoriul Djiboutiului contemporan.

### Expansiunea în Asia
Prima etapă a extinderii în Asia a avut loc din 1582 până în 1650 și a vizat teritoriile din nord-est, de la Urali până la Pacific. Mai multe expediții geografice au cartografiat cea mai mare parte a Siberiei. A doua etapă din 1785 - 1830 a vizat teritoriile din sud, dintre Marea Neagră și Marea Caspică. Cele mai importante teritorii ocupate au fost cele ale Armeniei și Georgiei. În această perioadă au fost obținute teritorii de la Imperiul Otoman și cel Persan. Până în 1829, Rusia și-a asigurat controlul asupra întregului Caucaz, lucru consfințit și prin semnarea Tratatului de la Adrianopol. A treia etapă din 1850 - 1860, a fost îndreptată spre Orient, fiind anexate regiunile de la valea fluviului Amur până în Manciuria. Cea de-a patra etapă din 1865 – 1885 a dus la încorporarea Turkestanului și a căilor nordice de acces spre India, ceea ce i-a îngrijorat pe britanici și i-a împins în Marele Joc – confruntarea politică și diplomatică pentru controlul asupra Afganistanului și a teritoriilor învecinate din Asia Centrală și Sudică.

## Listă a modificărilor teritoriale
| Anul                                    | Țarul                          | Teritoriu ocupat                                                                        | Cucerit de la                             | Context istoric                                                                                 | Harta |
| --------------------------------------- | ------------------------------ | --------------------------------------------------------------------------------------- | ----------------------------------------- | ----------------------------------------------------------------------------------------------- | --- |
| 1552                                    | Ivan cel Groaznic              | Hanatul Kazanului                                                                       | Hanatul Kazanului                         | Războaiele dintre Cnezatul Moscovei și Hanatul Kazanului                                        | Hanatul Kazanului |
| 1556                                    | Ivan cel Groaznic              | Hanatul Astrahanului                                                                    | Hanatul Astrahanului                      | Controlul asupra comerțuli pe Volga                                                             | Hanatul Astrahanului |
| 1598                                    | Feodor I al Rusiei             | Hanatul Siberiei                                                                        | Hanatul Siberiei                          | Cucerirea Hanatului Siberiei                                                                    | Hanatul Siberiei |
| 1582 – sfărșitul secolului al XVIII-lea | gradual                        | Siberia                                                                                 | popoare indigene                          | Cucerirea Siberiei de căre ruși                                                                 | |
| 1667                                    | Alexei I al Rusiei             | Smolensk, Ucraina de pe malul stâng, Kiev (temporar), Zaprojia (condominium cu Polonia) | Uniunea statală polono-lituaniană         | Războiul Ruso-Polonez (1654–1667)                                                               | Armistițiul de la Andrusovo din 1667 |
| 1681                                    | Feodor al III-lea al Rusiei    | Hanatul Qasim                                                                           | Hanatul Qasim                             | Moartea reginei Fatima Soltan                                                                   | Hanatul Qasim |
| 1686                                    | Petru cel Mare                 | Rusia obține definitiv controlul asupra Kievului și Zaporojiei                          | Uniunea statală polono-lituaniană         | Alianța cu Polonia împotriva Imperiului Otoman (Războiul dintre Liga Sfântă și Imperiul Otoman) | Alianța cu Polonia împotriva Imperiului Otoman |
| 1721                                    | Petru cel Mare                 | Livonia, Estonia, Ingria șiKarelia                                                      | Imperiul Suedez                           | Imperiul Suedez                                                                                 | Tratatul de la Nystad |
| 1743                                    | Elisabeta a Rusiei             | Karelia de sud-vest                                                                     | Imperiul Suedez                           | Războiul Ruso-Suedez (1741–1743)                                                                | Tratatul de la Åbo |
| 1771                                    | Ecaterina cea Mare             | Hanatul Kalmîk                                                                          | Hanatul Kalmîk                            | exodul calmîcilor spre Dzungaria                                                                | Hanatul Kalmîk |
| 1772                                    | Ecaterina cea Mare             | Voevodatul Livoniei Poloneze și Belarusul răsăritean                                    | Uniunea statală polono-lituaniană         | Prima împărțire a Poloniei                                                                      | Împărțirea Poloniei |
| 1774                                    | Ecaterina cea Mare             | Regiunea Bugului de sud și Karbadino                                                    | Imperiul Otoman                           | Războiul Ruso-Turc (1768–1774)                                                                  | Hanatul Crimeii (cu galben) |
| 1783                                    | Ecaterina cea Mare             | Hanatul Crimeii                                                                         | Imperiul Otoman                           | Anexarea statului vasal                                                                         | Hanatul Crimeii (cu galben) |
| 1792                                    | Ecaterina cea Mare             | Edisan                                                                                  | Imperiul Otoman                           | Războiul Ruso-Austro-Turc (1787–1792)                                                           | Edisan |
| 1793                                    | Ecaterina cea Mare             | Ucraina de pe malul drept și Belarusul                                                  | Uniunea statală polono-lituaniană         | A doua împărțire a Poloniei                                                                     | Împărțirea Poloniei |
| 1795                                    | Ecaterina cea Mare             | Galiția apuseană și Masovia sudică                                                      | Uniunea statală polono-lituaniană         | A treia împărțire a Poloniei                                                                    | Împărțirea Poloniei |
| 1799                                    | Pavel I al Rusiei              | Alaska                                                                                  | popoarele băștinașe                       | America Rusă                                                                                    | Alaska rusă în 1860 |
| 1801                                    | Alexandru I al Rusiei          | Georgia răsăriteană                                                                     | Regatul Kartli-Kaheti                     | Anexarea Georgiei                                                                               | Georgia răsăriteană |
| 1809                                    | Alexandru I al Rusiei          | Marele Ducat al Finlandei                                                               | Suedia                                    | Războiul Finlandei                                                                              | Marele Ducat al Finlandei |
| 1810                                    | Alexandru I al Rusiei          | Georgia apuseană                                                                        | Regatul Imereti                           | Anexarea Georgiei                                                                               | |
| 1812                                    | Alexandru I al Rusiei          | Basarabia (Moldova)                                                                     | Imperiul Otoman                           | Războiul Ruso-Turc (1806–1812)                                                                  | Basarabia |
| 1813                                    | Alexandru I al Rusiei          | Ducatul Varșoviei                                                                       | Franța                                    | Războaiele Napoleoniene                                                                         | Ducatul Varșoviei |
| 1813                                    | Alexandru I al Rusiei          | Georgia, Daghestan, Azerbaidjan și regiunea din nordul Armeniei                         | Persia                                    | Războiul Ruso-Persan (1804–1813)                                                                | Pierderile suferite de Persia |
| 1828                                    | Nicolae I al Rusiei            | Provincia Iğdır, Azerbaijan și Armenia                                                  | Persia                                    | Războiul Ruso-Persan (1826–1828)                                                                | Pierderile suferite de Persia |
| 1858                                    | Alexandru al II-lea al Rusiei  | Regiunea de la nord de valea Amurului                                                   | Dinastia Qing (China)                     | Al Doilea Război al Opiului                                                                     | Convenția de la Peking |
| 1860                                    | Alexandru al II-lea al Rusiei  | Regiunea de la răsărit de valea fluviului Ussuri                                        | Dinastia Qing (China)                     | Al Doilea Război al Opiului                                                                     | Convenția de la Peking |
| 1730–1863                               | gradual                        | Kazahstan                                                                               | Hoarda Mică, Hoarda Mijlocie, Hoarda Mare | Ocuparea Hanatului Kazahstanului                                                                | Kazahstan |
| 1866                                    | Alexandru al II-lea al Rusiei  | Uzbekistan                                                                              | Emiratul Buhara                           | Cucerirea Emiratului Buhara de către Rusia                                                      | Cucerirea Uzbekistanului |
| 1867                                    | Alexandru al II-lea al Rusiei  | Cedarea Alaskăi                                                                         | Statele Unite ale Americii                | Achiziția teritoriului Alaska                                                                   | Alaska rusă în 1860 |
| 1873                                    | Alexandru al II-lea al Rusiei  | Nordul Turkmenistanului                                                                 | Hanatul Hiva                              | Campania din Hanatul Hiva din 1873                                                              | Cucerirea Turkmenistanului |
| 1875                                    | Alexandru al II-lea al Rusiei  | Insula Sahalin                                                                          | Imperiul Japonez                          | negocierile de frontieră cu Japonia                                                             | Insulele Sahalin și Kurile |
| 1876                                    | Alexandru al II-lea al Rusiei  | Kârgâzstan și vestul Tadjikistanului                                                    | Hanatul Kokand                            | Anexarea statului vasal                                                                         | cucerirea Kokandului |
| 1878                                    | Alexandru al II-lea al Rusiei  | Oblastul Kars și Oblastul Batumi                                                        | Imperiul Otoman                           | Războiul Ruso-Turc (1877–1878)                                                                  | Kars și Batumi |
| 1885                                    | Alexandru al III-lea al Rusiei | Sudul Turkmenistanului                                                                  | Turkmeni                                  | Campania din Turkmenia                                                                          | AshgabatKrasno · vodskCik · ișliarMervPandjehGeok TepeBamiKazil- · ArvatChatBuharaHiva Campania turkmenă din 1880–1885 · * albastru=fort rusesc; galben=Hanatul Hiva. |
| 1893                                    | Alexandru al III-lea al Rusiei | răsăritul Tadjikistanului                                                               | slab populat                              | Exploraterarea platolui Pamir                                                                   | regiunea Pamir |
| 1905                                    | Nicolae al II-lea al Rusiei    | Pierderea sudului insulei Sahalin                                                       | Imperiul Japonez                          | Războiul ruso-japonez                                                                           | Sahalinul sudic |

## Uniunea Sovietică
După Revoluția din Octombrie din 1917, Polonia și Finlanda și-au proclamat independența față de Rusia, independență pe care nu au mai pierdut-o până în ziua de azi. Rusia s-a transformat în Republica Sovietică Federativă Socialistă Rusă (1917-1991) și, după destrămarea URSS în 1991a fost proclamată Federația Rusă. Zona asupra căreia guvernul rus și-a exercitat autoritatea a variat mult în timpul războiului civil din 1917-1922. Până în cele din urmă, cea mai mare parte a fostului teritoriu euro-asiatic al Imperiului Rus a fost recuperat în cadrul  republicilor constituente ale URSS (1922-1991).
După încheierea celui de-al Doilea Război Mondial, Uniunea Sovietică:
- Karelia de la Finlanda
- Prusia Răsăriteană (acum Regiunea Kaliningrad) de la Germania
- Insulele Kurile și sudul Insulei Sahalin de la Japonia
- Tuva (independentă în 1921-1944; mai înainte guvernată de Mongolia și de Imperiul Manchu)
- Belarusul de Vest și Ucraina de Vest de la a Doua Republică Poloneză
- Basarabia de la Regatul României

Teritorii ale fostului Imperiu Rus care au devenit independente permanent sau doar pentru o perioadă de timp limitată. 
- Republica Populară Crimeea, 1917–1918
- Republica Aras, 1918–1919
- Autonomia Alașă, 1917–1920
- Regatul Lituaniei (1918), 1918
- Republica Populară Ucraineană, Hatmanatul Ucrainean , 1917–1921
- Ducatul Curlandei și Semigaliei (1918), 1918
- Republica Armeană (1918-1920), 1918–1920
- Republica Democratică Azerbaidjan, 1918–1920
- Regatul Finlandei (1918), 1918–1919
- Balagad, 1919–1926
- Emiratele Caucaziene de Nord, 1919–1920
- Republica Letonia, 1919–1940
- Republica Lituaniei Centrale, 1920–1922
- Dictatura Centrocaspică, 1918
- Republica Democrată Georgia, 1918–1921
- Statul Idel-Ural, 1917–1918
- Republica Democratică Moldovenească, 1917–1918
- Republica Montană a Caucazului Nordic, 1917–1920
- Ingria de Nord, 1919–1920
- Republica Oirat-Kalmîk, 1920
- Republica Federală Democrată Transcaucaziană, 1918

## Federația Rusă
Destrămarea Uniunii Republicilor Sovietice Socialiste a dus la crearea unor state postsovietice independente, Rusia Sovietică transformându-se în Ferația Rusă. După proclamarea independenței, Federația Rusă are mai multe dispute teritoriale atât cu statele postsovietice cât și cu alți vecini ai săi. 

Republica Cecenă Icikeria a fost un guvern secesionist nerecunoscut al Ceceniei în perioada 1991–2000, care a luptat în două războaie împotriva forțelor guvernului central rus până când a fost exilat în anul 2000.
În 2014, Crimeea a fost anexată de cățre Federația Rusă. Anexarea nu a fost recunoscută de către membrii comunității internaționale.

## Vedeți și:
- Geografia Rusiei
- Istoria Rusiei
- Istoria Ucrainei
- Rusificare
- State postsovietice
- Moscova, a treia Romă
- Conflictul din Transnistria
- Conflicte postsovietice
- Problema Kareliană
- Imperiul Sovietic

### Hărți
- Blinnikov, Mikhail S. A geography of Russia and its neighbors (Guilford Press, 2011)
- Catchpole, Brian. A map history of Russia (1983)
- Chew, Allen F. An Atlas of Russian History: Eleven Centuries of Changing Borders (2nd ed. 1967)
- Gilbert, Martin. Routledge Atlas of Russian History (4th ed. 2007) excerpt and text search
- Parker, William Henry. An historical geography of Russia (University of London Press, 1968)
- Shaw, Denis J.B. Russia in the modern world: A new geography (Blackwell, 1998)